# ポール・ウェンダー
ポール・A・ウェンダー（Paul Anthony Wender、1947年- ）は、アメリカ合衆国の化学者（有機化学）である。スタンフォード大学教授。
ウェンダーは1969年にウィルクス大学で学士を取得し、その後1973年にイェール大学に進学してFrederick E. Zieglerの下で博士号（Ph.D.）を取得した。1974年、コロンビア大学で博士研究員として研究を行った。1974年、ハーバード大学のアシスタント・プロフェッサー（助教授）として着任し、その後アソシエイト・プロフェッサー（准教授）、1981年に教授となった。2017年現在は、スタンフォード大学の化学のFrancis W. Bergstrom教授、アメリカ科学振興協会フェロー、アメリカ芸術科学アカデミー会員。
ウェンダーの研究は、有機化学、有機金属化学、有機合成、触媒、ケミカルバイオロジー、イメージング、ドラッグデリバリー、分子治療法に焦点を当てている。構造的に複雑な生物学的に興味深い分子の合成にを行い、ホルボールやタキソール、レシニフェラトキシン、プロストラチンといったがん治療に関する化合物の全合成を達成した。ウェンダーは「Function oriented synthesis （機能指向型合成）」という用語を作っている。
1980年からイーライリリーの相談役を務めている。CellGateの相談役も務める。

## 受賞歴
- Pfizer Research Award for Synthetic Organic Chemistry（1995年）
- Eli Lilly Grantee Award（1995年）
- Pfizer Research Award for Synthetic Organic Chemistry（1995年）
- アーサー・C・コープ賞（2015年）
- フンボルト賞
- ACS's Ernest Guenther Award（1988年）
- HC Brown Award（2003年）
- テトラヘドロン賞（2012年）
- プレローグ・メダル（2013年）